# Klára Vavrušková
Klára Vavrušková (* 29. července 1999[zdroj?] Kostelec nad Orlicí) je česká modelka, která byla jmenována Miss Universe Česká republika a reprezentovala Českou republiku na Miss Universe 2020. Předtím byla korunována na Miss Earth Czech Republic 2019 a Miss Earth - Water 2019.

## Kariéra
Kariéru zahájila účastí na České Miss 2019 a byla korunována na Miss Earth Česká republika 2019. Jako Česká Miss reprezentovala ČR na Miss Earth 2019, umístila se jako Miss Earth-Water, prohrála s vítězkou Nellys Pimentel. Dne 3. ledna 2021 byla jmenována Miss Universe Česká republika 2020 a měla se zúčastnit soutěže Miss Universe 2020.[zdroj?]